# Sport Sáenz Peña
El Sport Sáenz Peña fue un club de la Provincia Constitucional del Callao, fundado el 5 de julio de 1906. El nombre lo tomaron como homenaje a Roque Sáenz Peña.

## Historia
En sus comienzos,  Sport Sáenz Peña , como muchos equipos de la época, inició enfrentando con los equipos de fútbol conformados por los tripulantes de buques británicos que llegaban al Callao. Luego empezó a enfrentar a otros equipos chalacos contemporáneos de la época. El club fue uno de los pocos equipos del Callao que se afilia a la Liga Peruana de Fútbol. En el año 1917, se afilia en la segunda división. Fue promovido 1918 a la Primera División del Perú de la siguiente temporada. El club, participó en la liga mayor, en los periodos  1919 al 1921. En 1919, fue subcampeón de la Primera División del Perú, un gran mérito. En el lapso que la primera no estuvo operando, el club optó en participar en la Segunda División del Perú (también llamado división intermedia) desde 1922 al 1925.
Para 1926 no se presenta a la liga superior, pierde la categoría y desciende a la Segunda División Provincial (tercera categoría), en la zona o liga chalaca. Sin embargo, tampoco se presenta, pierde la categoría y desciende Tercera División Provincial en la Liga del Callao. El equipo desiste en participar y queda desafiliado por varios años.
En esa época era llamado, la tercera categoría del sistema, la Segunda División Liga Provincial del Callao formaba parte de ella. Esta categoría estaba conformada por dos ligas chalacas que jugaban en paralelo hasta llegar a una liguilla final y para poder ascender como representante del Callao. A su vez, competían con los mejores equipos de la Segunda División Liga Provincial del Lima, del Rímac y la del Balnearios. De esta manera, para poder ascender a la División Intermedia. 
Hasta antes de 1929, La Federación Peruana de Fútbol, organizó el sistema de campeonato de la sisuiente manera: Primera División, Primera B, División Intermedia y Segunda División (equivalente a 1.ª, 2.ª 3.ª y 4.ª división respectivamente). Mientras la Segunda división estaba conformada por ligas provinciales de Lima, Rimac, Balnearios y el Callao.   
En el año de 1931, participa en la Tercera División Provincial de Lima. Finalmente, el Sport Sáenz Peña participa en pocas temporadas en la Tercera División Provincial del Callao. Luego no se presenta y desaparece de los registros futbolísticos.

## Palmarés

### Torneos Nacionales
- Primera División del Perú (1): Subcampeón 1919.
- Segunda División Liga Peruana (1): Campeón 1918.